# Balatonmáriafürdő vasútállomás
Balatonmáriafürdő vasútállomás egy Somogy vármegyei vasútállomás, melyet Balatonmáriafürdő önkormányzata üzemeltet a település területén. A település nyugati szélén helyezkedik el, nem messze a 7119-es út itteni vasúti keresztezésétől. Helyközi buszjáratok érintik.

## Vasútvonalak
Az állomást az alábbi vasútvonalak érintik:
- Budapest–Murakeresztúr-vasútvonal

## Kapcsolódó állomások
A vasútállomáshoz az alábbi állomások vannak a legközelebb:
- Máriaszőlőtelep megállóhely (Székesfehérvár vasútállomás, Budapest–Murakeresztúr-vasútvonal)
- Balatonmáriafürdő elágazás (Gyékényes vasútállomás, Budapest–Murakeresztúr-vasútvonal)

## Forgalom
| Járat                                          | Útvonal | Gyakoriság                                      |
| ---------------------------------------------- | --- | ----------------------------------------------- |
| S34                                            | Budapest-Déli – Budapest-Kelenföld – Albertfalva – Budafok – Kastélypark – Tétényliget – Érd alsó – Tárnok – Martonvásár – Baracska – Pettend – Kápolnásnyék – Velence – Velencefürdő – Gárdony – Agárd – Dinnyés – Székesfehérvár – Maroshegy – Lepsény – Balatonaliga – Balatonvilágos – Szabadisóstó – Szabadifürdő – Siófok – Balatonszéplak felső – Balatonszéplak alsó – Zamárdi felső – Zamárdi – Szántód – Balatonföldvár – Balatonszárszó – Balatonszemes – Balatonlelle felső – Balatonlelle – Balatonboglár – Fonyódliget – Fonyód – Bélatelep – Alsóbélatelep – Balatonfenyves – Balatonfenyves alsó – Máriahullámtelep – Máriaszőlőtelep – Balatonmáriafürdő – Balatonberény – Balatonszentgyörgy – Keszthely                                                                                     | Napi 1 Fonyódról Keszthelyre, nyáron napi 2 pár |
| S35                                            | Budapest-Déli – Budapest-Kelenföld – Budafok → (Nagykanizsa felé: Budatétény → Barosstelep → Érdliget → Érd felső → Tárnok → Martonvásár → Baracska → Pettend → Kápolnásnyék; Budapest felé: ← Érd alsó) – Velence – Velencefürdő – Gárdony – Agárd (→ Dinnyés) – Székesfehérvár – Maroshegy – Lepsény – Balatonaliga – Balatonvilágos – Szabadisóstó – Szabadifürdő – Siófok – Balatonszéplak felső – Balatonszéplak alsó – Zamárdi felső – Zamárdi – Szántód – Balatonföldvár – Balatonszárszó – Balatonszemes – Balatonlelle felső – Balatonlelle – Balatonboglár – Fonyódliget – Fonyód – Bélatelep – Alsóbélatelep – Balatonfenyves – Balatonfenyves alsó – Máriahullámtelep – Máriaszőlőtelep – Balatonmáriafürdő – Balatonberény – Balatonszentgyörgy – Vörs – Zalakomár – Zalaszentjakab – Nagykanizsa | Nyáron napi 1 pár                               |
| személyvonat                                   | Siófok – Balatonszéplak felső – Balatonszéplak alsó – Zamárdi felső – Zamárdi – Szántód – Balatonföldvár – Balatonszárszó – Balatonszemes – Balatonlelle felső – Balatonlelle – Balatonboglár – Fonyódliget – Fonyód – Bélatelep – Alsóbélatelep – Balatonfenyves – Balatonfenyves alsó – Máriahullámtelep – Máriaszőlőtelep – Balatonmáriafürdő – Balatonberény – Balatonszentgyörgy – Vörs – Zalakomár – Zalaszentjakab – Nagykanizsa | Napi 3-4 pár                                    |
| személyvonat                                   | Nagykanizsa → Zalaszentjakab → Zalakomár → Vörs → Balatonszentgyörgy → Balatonberény → Balatonmáriafürdő → Máriaszőlőtelep → Máriahullámtelep → Balatonfenyves alsó → Balatonfenyves → Alsóbélatelep → Bélatelep → Fonyód → Fonyódliget → Balatonboglár → Balatonlelle → Balatonlelle felső → Balatonszemes → Balatonszárszó → Balatonföldvár → Szántód → Zamárdi → Zamárdi felső → Balatonszéplak alsó → Balatonszéplak felső → Siófok → Szabadifürdő → Szabadisóstó → Balatonvilágos → Balatonaliga → Lepsény → Polgárdi-Tekerespuszta → Kiscséripuszta → Szabadbattyán → Maroshegy → Székesfehérvár | Napi 1 Székesfehérvár felé                      |
| Fenyves sebesvonat                             | Pécs – Szentlőrinc – Sásd – Dombóvár alsó – Kaposvár – Fonyód – Bélatelep – Alsóbélatelep – Balatonfenyves – Balatonfenyves alsó – Máriahullámtelep – Máriaszőlőtelep – Balatonmáriafürdő – Balatonberény – Balatonszentgyörgy – Keszthely | Nyáron napi 1 pár                               |
| sebesvonat, Déli<-parti sebesvonat             | Keszthely → Balatonszentgyörgy → Balatonberény → Balatonmáriafürdő → Máriaszőlőtelep → Máriahullámtelep → Balatonfenyves alsó → Balatonfenyves → Alsóbélatelep → Bélatelep → Fonyód → Fonyódliget → Balatonboglár → Balatonlelle → Balatonlelle felső → Balatonszemes → Balatonszárszó → Balatonföldvár → Szántód → Zamárdi → Zamárdi felső → Balatonszéplak alsó → Balatonszéplak felső → Siófok → Szabadifürdő → Szabadisóstó → Balatonvilágos → Balatonaliga → Lepsény → Polgárdi-Tekerespuszta → Kiscséripuszta → Szabadbattyán → Maroshegy → Székesfehérvár → Kápolnásnyék → Érd alsó → Budapest-Kelenföld → Budapest-Déli | Napi 1 Budapest felé                            |
| Déli<-parti InterRégió                         | (Balatonszentgyörgy → Balatonberény → Balatonmáriafürdő → Máriaszőlőtelep → Máriahullámtelep → Balatonfenyves alsó → Balatonfenyves → Alsóbélatelep → Bélatelep → Fonyód → Fonyódliget → Balatonboglár → Balatonlelle → Balatonlelle felső → Balatonszemes → Balatonszárszó → Balatonföldvár → Szántód → Zamárdi → Zamárdi felső → Balatonszéplak alsó → Balatonszéplak felső →) Siófok → Szabadifürdő → Szabadisóstó → Balatonvilágos → Balatonaliga → Lepsény → Maroshegy → Székesfehérvár → Dinnyés → Agárd → Gárdony → Velencefürdő → Velence → Kápolnásnyék → Pettend → Baracska → Martonvásár → Tárnok → Érd alsó → Tétényliget → Kastélypark → Budafok → Albertfalva → Budapest-Kelenföld → Budapest-Déli                                                                                               | Nyáron napi 1 Budapest felé                     |
| Déli<-parti InterRégió, Déli->parti InterRégió | Budapest-Déli – Budapest-Kelenföld – Érd alsó – Székesfehérvár – Maroshegy – Szabadbattyán – Kiscséripuszta – Polgárdi-Tekerespuszta – Lepsény – Balatonaliga – Balatonvilágos – Szabadisóstó – Szabadifürdő – Siófok – Balatonszéplak felső – Balatonszéplak alsó – Zamárdi felső – Zamárdi – Szántód – Balatonföldvár – Balatonszárszó – Balatonszemes – Balatonlelle felső – Balatonlelle – Balatonboglár – Fonyódliget – Fonyód – Bélatelep – Alsóbélatelep – Balatonfenyves – Balatonfenyves alsó – Máriahullámtelep – Máriaszőlőtelep – Balatonmáriafürdő – Balatonberény – Balatonszentgyörgy (→ Keszthely) | Nyáron napi 3-4 pár                             |
| Déli<-parti InterRégió                         | Nagykanizsa → Zalaszentjakab → Zalakomár → Balatonszentgyörgy → Balatonberény → Balatonmáriafürdő → Máriaszőlőtelep → Máriahullámtelep → Balatonfenyves alsó → Balatonfenyves → Alsóbélatelep → Bélatelep → Fonyód → Fonyódliget → Balatonboglár → Balatonlelle → Balatonlelle felső → Balatonszemes → Balatonszárszó → Balatonföldvár → Szántód → Zamárdi → Zamárdi felső → Balatonszéplak alsó → Balatonszéplak felső → Siófok → Szabadifürdő → Szabadisóstó → Balatonvilágos → Balatonaliga → Lepsény → Polgárdi-Tekerespuszta → Kiscséripuszta → Szabadbattyán → Maroshegy → Székesfehérvár → Érd alsó → Budapest-Kelenföld → Budapest-Déli | Nyáron napi 1 Budapest felé                     |
| Helikon InterRégió                             | Győr – Győr-Gyárváros – Győrszabadhegy – Gyömöre-Tét – Szerecseny – Vaszar – Pápa – Celldömölk – Jánosháza – Sümeg – Tapolca – Balatonederics – Balatongyörök – Vonyarcvashegy – Gyenesdiás – Keszthely – Balatonszentgyörgy – Balatonberény – Balatonmáriafürdő – Balatonfenyves alsó – Balatonfenyves – Alsóbélatelep – Bélatelep – Fonyód – Lengyeltóti – Öreglak – Somogyvár – Pamuk – Osztopán – Somogyjád – Kapostüskevár – Kaposvár (hétvégén 1-2 pár tovább: – Dombóvár alsó – Sásd – Szentlőrinc – Pécs) | 2 óránként                                      |
| Helikon InterRégió                             | Tapolca – Raposka – Balatonederics – Becehegy – Balatongyörök – Vonyarcvashegy – Gyenesdiás – Alsógyenes – Keszthely – Balatonszentgyörgy – Balatonberény – Balatonmáriafürdő – Balatonfenyves alsó – Balatonfenyves – Alsóbélatelep – Bélatelep – Fonyód – Lengyeltóti – Öreglak – Somogyvár – Pamuk – Osztopán – Somogyjád – Kapostüskevár – Kaposvár | Napi 1 pár                                      |
| Balaton InterCity                              | Budapest-Déli – Budapest-Kelenföld – Székesfehérvár (– Lepsény) – Siófok – Zamárdi – Balatonföldvár – Balatonszárszó – Balatonszemes – Balatonlelle – Balatonboglár – Fonyód – Balatonfenyves – Balatonmáriafürdő – Balatonberény – Balatonszentgyörgy – Keszthely | 2 óránként                                      |
| Tópart InterCity                               | Budapest-Déli – Budapest-Kelenföld – Székesfehérvár – Lepsény – Siófok – Zamárdi – Balatonföldvár – Balatonszárszó – Balatonszemes – Balatonlelle – Balatonboglár – Fonyód – Balatonfenyves – Balatonmáriafürdő – Balatonberény – Balatonszentgyörgy – Vörs – Zalakomár – Zalaszentjakab – Nagykanizsa | 2 óránként                                      |
| Agram-Tópart nemzetközi InterCity              | Budapest-Déli – Budapest-Kelenföld – Székesfehérvár – Lepsény – Siófok – Zamárdi – Balatonföldvár – Balatonszárszó – Balatonszemes – Balatonlelle – Balatonboglár – Fonyód – Balatonfenyves – Balatonmáriafürdő – Balatonszentgyörgy – Vörs – Zalakomár – Zalaszentjakab – Nagykanizsa – Gyékényes – Koprivnica – Križevci – Vrbovec – (Dugo Selo →) Zagreb Glavni kolodvor (Zágráb) | Napi 1 pár                                      |
| Aranyhíd expresszvonat                         | Szeged (← Szatymaz ← Kistelek) – Kiskunfélegyháza – Kecskemét – Nagykőrös – Cegléd – Ferihegy – Kőbánya-Kispest – Budapest-Kelenföld – Székesfehérvár – Balatonaliga – Szabadisóstó – Siófok – Zamárdi – Balatonföldvár – Balatonszárszó – Balatonszemes – Balatonlelle – Balatonboglár – Fonyód – Balatonmáriafürdő – Balatonberény – Balatonszentgyörgy | Nyáron napi 1 pár                               |